# Cantone di Gimone-Arrats
Il Cantone di Gimone-Arrats è una divisione amministrativa dell'arrondissement di Auch e dell'arrondissement di Condom.
È stato costituito a seguito della riforma approvata con decreto del 26 febbraio 2014, che ha avuto attuazione dopo le elezioni dipartimentali del 2015.

## Composizione
Comprende i 36 comuni di:
- Ardizas
- Avensac
- Bajonnette
- Beaupuy
- Catonvielle
- Cologne
- Encausse
- Escornebœuf
- Gimont
- Giscaro
- Homps
- Labrihe
- Mansempuy
- Maravat
- Maurens
- Mauvezin
- Monbrun
- Monfort
- Razengues
- Roquelaure-Saint-Aubin
- Saint-Antonin
- Saint-Brès
- Saint-Cricq
- Saint-Georges
- Saint-Germier
- Saint-Orens
- Saint-Sauvy
- Sainte-Anne
- Sainte-Gemme
- Sainte-Marie
- Sarrant
- Sérempuy
- Sirac
- Solomiac
- Thoux
- Touget